# Mistero senza fine
Mistero senza fine (Beyond This Point Are Monsters) è un romanzo giallo della scrittrice canadese Margaret Millar, pubblicato nel 1970. È stato tradotto in spagnolo, tedesco, giapponese, norvegese, danese, olandese, italiano e francese.
Nel 1971 il libro ha ottenuto la nomination all'Edgar Award per il miglior romanzo.

## Trama
La vicenda si svolge in California, in un ranch sito in prossimità di San Diego e del confine messicano.
Robert Osborne (24 anni) è scomparso dalla sera del 13 ottobre 1967 e una serie di indizi consente di credere che sia stato assassinato e quindi gettato in mare, o altrimenti nascosto. Allo scadere di un anno, la moglie Devon, assistita dall'avvocato Ford, ha presentato istanza al tribunale perché sia riconosciuta la morte di Robert. Una lunga serie di testimonianze permette di ricostruire importanti fatti: il sangue di Robert è stato trovato in copiosa quantità sul pavimento di una baracca che fungeva da mensa per i lavoratori stagionali messicani; un coltello particolare era pure incrostato dello stesso sangue; mancavano anche lenzuola e coperte (ragionevolmente usate per avvolgere il cadavere) e infine, i lavoranti da poco assunti per le raccolte autunnali, si erano dileguati tutti insieme. La proprietà, un ranch relativamente piccolo, è stata amministrata da Devon con l'aiuto del fattore Estivar. Tuttavia, la madre di Robert, che si era trasferita in città, non si rassegnava alla fine del figlio, facendo perciò il possibile per ostacolare la procedura giudiziaria.
Il dibattito dura l'intera giornata e coinvolge l'ex poliziotto locale Valenzuela, l'intera famiglia del fattore Estivar, la governante di casa Dulzura, il cuoco cinese assunto periodicamente per i braccianti, un vicino e una giovane, Carla; invece, la madre di Robert rifiuta di testimoniare. Emergono ulteriori dettagli: il cane di Robert era stato investito la sera stessa, ma aveva azzannato il probabile assassino e tracce di sangue, pelle e capelli avevano aggiunto elementi alla causa. Il verdetto arriva qualche giorno dopo, ma Devon apprende cose spiacevoli su Robert e sull'infelice matrimonio dei genitori (il padre, morto nove anni prima, era alcoolizzato). Nessuno dei lavoranti al tempo della scomparsa era stato rintracciato, anzi, i loro documenti erano palesemente falsi. Ma, dietro alla verità più ovvia, Devon si deve chiedere che ruolo abbia avuto Carla Lopez, madre di un bimbo di sei mesi e sposata con Valenzuela. Proveniente da una famiglia di giovani scalmanati e violenti, Carla aveva avuto una relazione con Felipe, terzo figlio di Estivar e il bimbo forse era figlio di questo ragazzo, il quale era sparito poco prima del fatale 13 ottobre e (si diceva) andato a Seattle.
Devon è decisa a vendere il ranch e tornare sulla all'Est, ma scopre la faccenda di Felipe e Carla, il fatto che Felipe non sia a Seattle (è solo un'invenzione del padre), la sparizione di un camioncino del ranch e l'ultima trovata della suocera che ha offerto diecimila dollari per notizie sul figlio. Avviene anche una duplice disgrazia, in un pauroso incidente muoiono Carla e Valenzuela, mentre si dirigevano a nord; l'uomo guidava all'impazzata con il palese intento di compiere un suicidio-omicidio. Devon ormai sa di doversi staccare dalla torbida situazione. Invece la madre di Robert, preparata una stanza per il figlio in una comoda casa con pareti spesse e inferriate alle finestre, ottiene la cattura dell'assassino: Felipe, accorso là in segreto per ottenere il denaro da lei promesso. La donna riesce ad attirare in casa il giovane diffidente e a fargli confessare il delitto e il movente (denaro per droga) che però lei distorce. Con abili mosse, lo induce ad aprire la cassaforte nella sua stanza e gli mette gli occhiali di Robert, finché, sicura di averlo suo prigioniero, arriva a chiamarlo figlio.

## Personaggi
- Robert K. Osborne, il giovane scomparso, proprietario di una fattoria in California, zona San Diego.
- Devon Suellen Osborne, moglie di Robert.
- Agnes Osborne, madre di Robert, vive da sola in città.
- John Osborne, defunto padre di Robert.
- Secundo Estivar, fattore degli Osborne.
- Ysobel Estivar, moglie di Estivar.
- Cruz, Rufo e Felipe, figli maggiori degli Estivar, non sono più alla fattoria.
- Jaime Estivar, quarto figlio Estivar, 14 anni.
- Dulzura Gonzales, cugina di Estivar e governante degli Osborne.
- Lum Wing, dipendente degli Osborne, fa il cuoco per i lavoratori stagionali della tenuta agricola.
- Leo Bishop, vicino più prossimo degli Osborne, proprietario di un ranch molto più esteso.
- Ruth Bishop, moglie defunta di Leo.
- Ernest Valenzuela, ex poliziotto, poi agente assicuratore.
- Carla Lopez, 18 anni, ex moglie di Valenzuela e madre di un bimbo di sei mesi.
- Franklin Ford, legale di Devon, per la quale ha inoltrato istanza di riconoscimento della morte di Robert.
- giudice Gallagher, magistrato che presiede la causa di Devon.

## Edizioni in italiano
- Margaret Millar, Mistero senza fine, Il Giallo Mondadori n. 2116 , Milano: 1989
- In trappola, a cura di Mauro Boncompagni,  Gli speciali del Giallo Mondadori n. 23, Milano: 2000; contiene: Incubo di Cornell Woolrich, Mistero senza fine di Margaret Millar e Lavaggio del cervello di John Wainwright,